# ریجوی (کلرادو)
ریجوی (به انگلیسی: Ridgway) شهری در ایالت کلرادو کشور ایالات متحده آمریکا است که جمعیت آن در سرشماری سال ۲۰۱۰ میلادی، ۹۲۴ نفر بوده‌است.